# Daozhuang
Daozhuang (kinesiska: 稻庄镇, 稻庄) är en köping i Kina. Den ligger i provinsen Shandong, i den östra delen av landet, omkring 140 kilometer öster om provinshuvudstaden Jinan. Antalet invånare är 73 604. Befolkningen består av 35 245 kvinnor och 38 359 män. Barn under 15 år utgör 14,0 %, vuxna 15-64 år 74 %, och äldre över 65 år 10,0 %.
Genomsnittlig årsnederbörd är 671 millimeter. Den regnigaste månaden är juli, med i genomsnitt 255 mm nederbörd, och den torraste är januari, med 7 mm nederbörd.